# Gare de Bouffémont - Moisselles
La gare de Bouffémont - Moisselles est une gare ferroviaire française de la ligne d'Épinay - Villetaneuse au Tréport - Mers, située dans la commune de Bouffémont, à la limite de Moisselles (département du Val-d'Oise), en région Île-de-France. Elle se situe à 22 km de la gare de Paris-Nord.
Cette gare SNCF est desservie par les trains de la ligne H du Transilien.

## Situation ferroviaire
Établie à 104 mètres d'altitude, la gare de Bouffémont - Moisselles est située au point kilométrique (PK) 22,010 de la ligne d'Épinay - Villetaneuse au Tréport - Mers, entre les gares ouvertes de Domont et de Montsoult - Maffliers.

## Histoire
La ligne d'Épinay à Persan - Beaumont via Montsoult est ouverte par la compagnie des chemins de fer du Nord en 1877 et l'embranchement de Montsoult à Luzarches en 1880.

## Fréquentation
De 2015 à 2021, selon les estimations de la SNCF, la fréquentation annuelle de la gare s'élève aux nombres indiqués dans le tableau ci-dessous.
| Année     | 2015    | 2016      | 2017      | 2018      | 2019      | 2020    | 2021    |
| --------- | ------- | --------- | --------- | --------- | --------- | ------- | ------- |
| Voyageurs | 962 706 | 1 000 990 | 1 036 366 | 1 078 777 | 1 064 575 | 427 733 | 981 994 |

## Service des voyageurs

### Accueil
La gare a été rénovée afin de répondre aux normes d'accessibilité des personnes à mobilité réduite et d'accueillir l'arrivée du Francilien.
Le hall de la gare est ouvert le jeudi de 6 h 30 à 10 h 30. Un guichet Transilien adapté aux personnes à mobilité réduite et des distributeurs automatiques Transilien sont disponibles. La gare dispose d'un parking vélos sécurisé gratuit de 40 places.

### Desserte
Elle est desservie par les trains de la ligne H du Transilien (réseau Paris-Nord).

### Intermodalité
La gare est desservie par les lignes 1520 du réseau de bus de la Vallée de Montmorency et par la navette de Bouffémont du réseau de bus Val Parisis.

## Patrimoine ferroviaire
Le bâtiment voyageurs (BV) correspond au plan-type standard de la Compagnie des chemins de fer du Nord pour les haltes et stations de faible importance. Il consiste en un étroit bâtiment à étages d'une seule pièce, avec trois travées par face latérale. Sa façade en pierres est ornée du nom de la gare en carrelages et l'inscription « Chemin de fer » côté rue (ces marquages de la Compagnie du Nord ont été recouverts lors de la rénovation du BV).

## Galerie de photographies

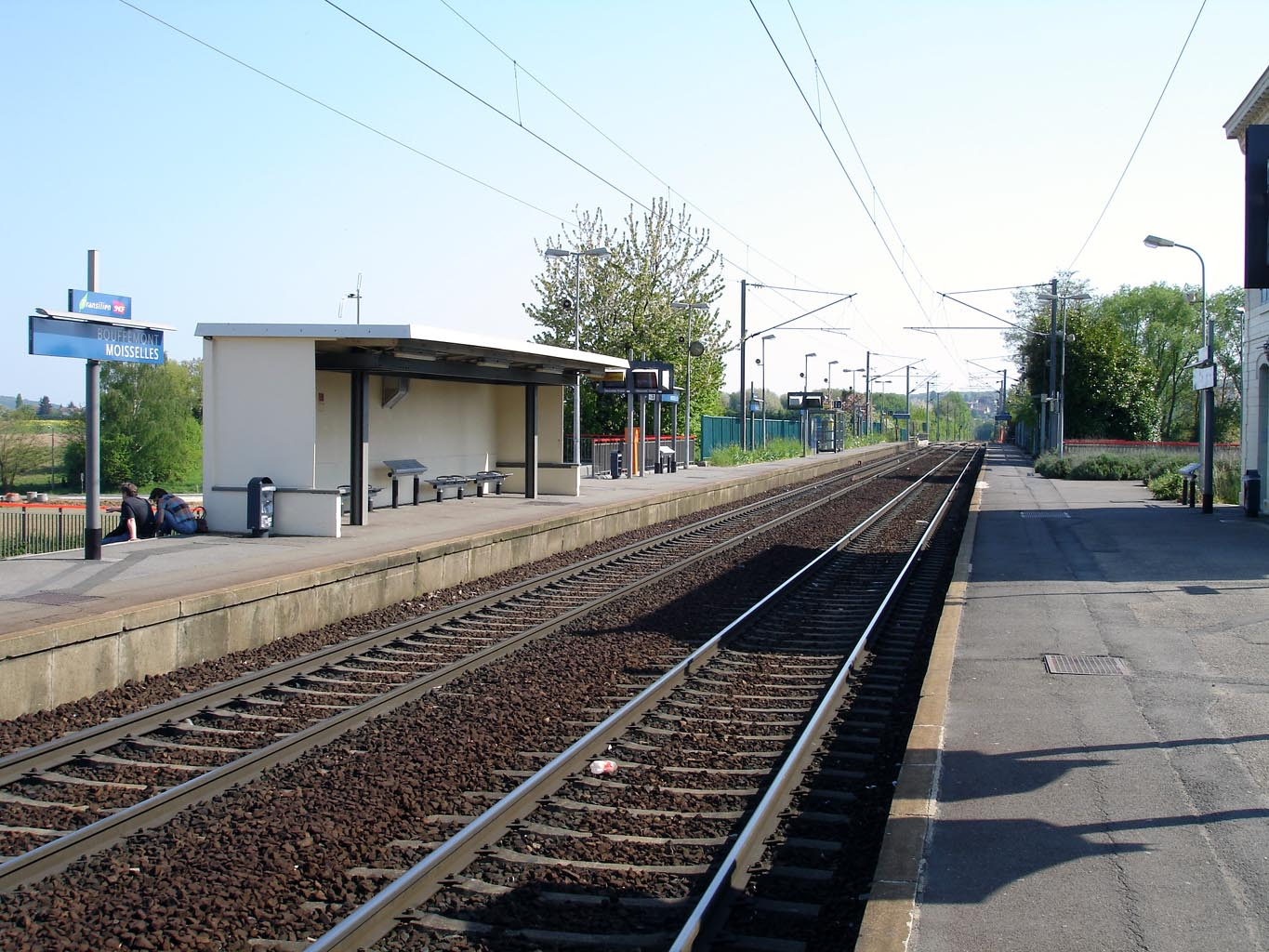
La gare de Bouffémont - Moisselles, en avril 2007.
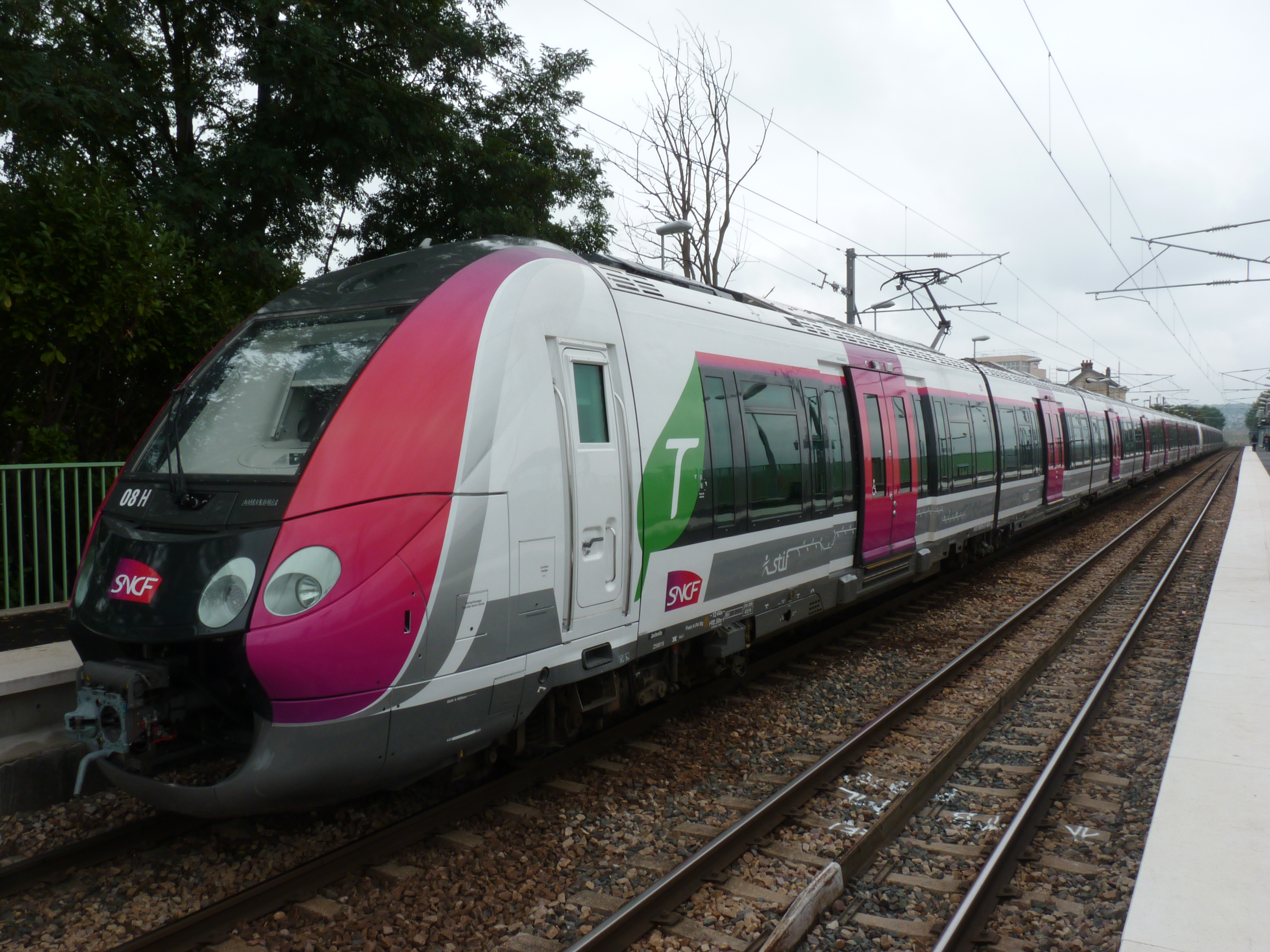
Une rame Z 50000 (Francilien) marquant l'arrêt en gare, en septembre 2010.